# Jobby Justin
Jobby Justin (ജോബി ജസ്റ്റിൻ; Thiruvananthapuram, 10 novembre 1993) è un calciatore indiano, attaccante del Diamond Harbour.

## Carriera

### Club
Ha giocato nella prima divisione indiana.

### Nazionale
Nel 2019 ha esordito nella nazionale indiana.

## Statistiche

### Presenze e reti nei club
| Stagione               | Squadra                | Campionato             | Campionato | Campionato | Coppe nazionali | Coppe nazionali | Coppe nazionali | Coppe continentali | Coppe continentali | Coppe continentali | Altre coppe | Altre coppe | Altre coppe | Totale | Totale |
| Stagione               | Squadra                | Comp                   | Pres       | Reti       | Comp            | Pres            | Reti            | Comp               | Pres               | Reti               | Comp        | Pres        | Reti        | Pres   | Reti   |
| ---------------------- | ---------------------- | ---------------------- | ---------- | ---------- | --------------- | --------------- | --------------- | ------------------ | ------------------ | ------------------ | ----------- | ----------- | ----------- | ------ | ------ |
| 2020-2021              | ATK Mohun Bagan        | ISL                    | 0          | 0          | -               | -               | -               | AFC Cup            | 0                  | 0                  | -           | -           | -           | 0      | 0      |
| 2021-2022              | Chennaiyin             | ISL                    | 3          | 0          | -               | -               | -               | -                  | -                  | -                  | -           | -           | -           | 3      | 0      |
| 2022-gen.2023          | Chennaiyin             | ISL                    | 5          | 0          | SC              | -               | -               | -                  | -                  | -                  | DC          | 2           | 0           | 7      | 0      |
| Totale Chennaiyin      | Totale Chennaiyin      | Totale Chennaiyin      | 8          | 0          |                 | 0               | 0               |                    | -                  | -                  |             | 2           | 0           | 10     | 0      |
| gen.-giu. 2023         | Gokulam Kerala         | IL                     | 9          | 1          | SC              | 4               | 0               | -                  | -                  | -                  | -           | -           | -           | 13     | 1      |
| 2023-2024              | Diamond Harbour        | IL3+CPD                | 4+0        | 1+0        | -               | -               | -               | -                  | -                  | -                  | -           | -           | -           | 4      | 1      |
| 2024-2025              | Diamond Harbour        | IL3+IL2+CPD            | 8+14+12    | 2+4+10     | -               | -               | -               | -                  | -                  | -                  | -           | -           | -           | 34     | 26     |
| 2025-2026              | Diamond Harbour        | IL+CPD                 | 0+1        | 0+1        | -               | -               | -               | -                  | -                  | -                  | DC          | 5           | 2           | 6      | 3      |
| Totale Diamond Harbour | Totale Diamond Harbour | Totale Diamond Harbour | 39         | 28         |                 | -               | -               |                    | -                  | -                  |             | 5           | 2           | 44     | 30     |
| Totale carriera        | Totale carriera        | Totale carriera        | 56         | 29         |                 | 4               | 0               |                    | -                  | -                  |             | 7           | 2           | 67     | 31     |

### Cronologia presenze e reti in nazionale
| Cronologia completa delle presenze e delle reti in nazionale ― India | Cronologia completa delle presenze e delle reti in nazionale ― India | Cronologia completa delle presenze e delle reti in nazionale ― India | Cronologia completa delle presenze e delle reti in nazionale ― India | Cronologia completa delle presenze e delle reti in nazionale ― India | Cronologia completa delle presenze e delle reti in nazionale ― India | Cronologia completa delle presenze e delle reti in nazionale ― India | Cronologia completa delle presenze e delle reti in nazionale ― India |
| Data                                                                 | Città                                                                | In casa                                                              | Risultato                                                            | Ospiti                                                               | Competizione                                                         | Reti                                                                 | Note                                                                 |
| -------------------------------------------------------------------- | -------------------------------------------------------------------- | -------------------------------------------------------------------- | -------------------------------------------------------------------- | -------------------------------------------------------------------- | -------------------------------------------------------------------- | -------------------------------------------------------------------- | -------------------------------------------------------------------- |
| 7-7-2019                                                             | Ahmedabad                                                            | India                                                                | 2 – 4                                                                | Tagikistan                                                           | Intercontinental Cup 2019 - 1º turno                                 | -                                                                    | 88’                                                                  |
| 13-7-2019                                                            | Ahmedabad                                                            | India                                                                | 2 – 5                                                                | Corea del Nord                                                       | Intercontinental Cup 2019 - 1º turno                                 | -                                                                    | 55’                                                                  |
| 16-7-2019                                                            | Ahmedabad                                                            | India                                                                | 1 – 1                                                                | Siria                                                                | Intercontinental Cup 2019 - 1º turno                                 | -                                                                    | 90+5’                                                                |
| Totale                                                               |                                                                      | Presenze                                                             | 3                                                                    |                                                                      | Reti                                                                 | 0                                                                    |                                                                      |

## Palmarès

### Competizioni nazionali
- Indian Super League: 1

ATK: 2019-2020
- I-League 3rd Division: 1

Diamond Harbour: 2024-2025
- I-League 2nd Division: 1

Diamond Harbour: 2024-2025